# Кордильєра-де-Таламанка
Кордильєра-де-Таламанка (ісп. Cordillera de Talamanca) — гірський хребет на південному сході Коста-Рики і крайньому заході Панами. Найвища точка — гора Сьєрра-Чирріпо (3820 м). Основна частина гірської системи входить до Міжнародного парку Ла-Амістад.

## Назва
Слово «Таламарка» з мови народу мискіто означає «Місце крові».

## Геологія
Кордильєра-де-Таламанка вулканічного походження. Хребет утворився у результаті зіткнення Кокосової і Карибської тектонічних плит.